# Mosche Dajan

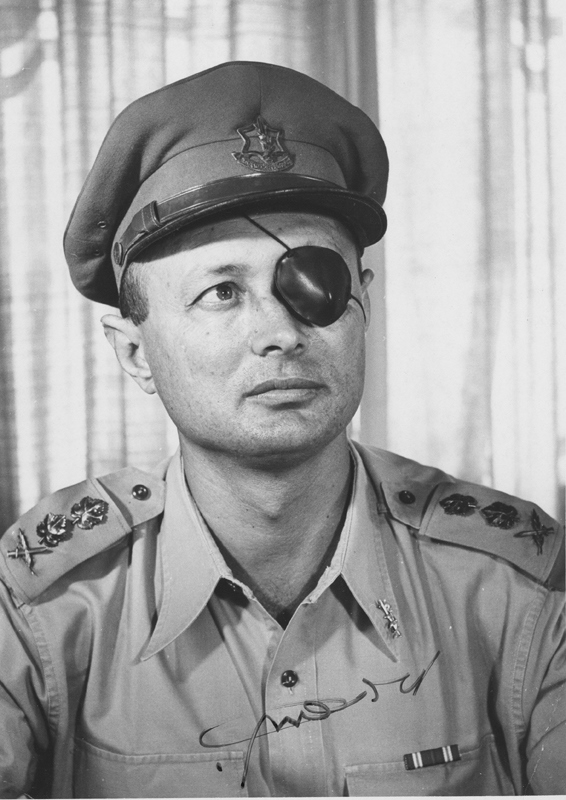
Mosche Dajan als Generalstabschef (1950er Jahre)

Mosche Dajan DSO (hebräisch מֹשֶׁה דַּיָּן Moscheh Dajjan, Plene. Auch: דיין; geboren am 20. Mai 1915 im Kibbuz Degania Alef; gestorben am 16. Oktober 1981 in Tel Aviv) war ein israelischer General und Politiker. Von 1953 bis 1958 war er Generalstabschef (Ramatkal) der Israelischen Verteidigungsstreitkräfte. Ab 1959 war er Abgeordneter in der Knesset, zunächst für die linkszionistische Mapai bzw. Awoda (Arbeitspartei). Er war Landwirtschafts- (1959–1964) und Verteidigungsminister (1967–1974). Dajan verließ die Partei 1977, um Außenminister unter Menachem Begin zu werden. In dieser Funktion führte er 1978 die Verhandlungen zum Camp-David-Abkommen. 1981 gründete er eine eigene Partei namens Telem.

## Leben

### Anfangsjahre

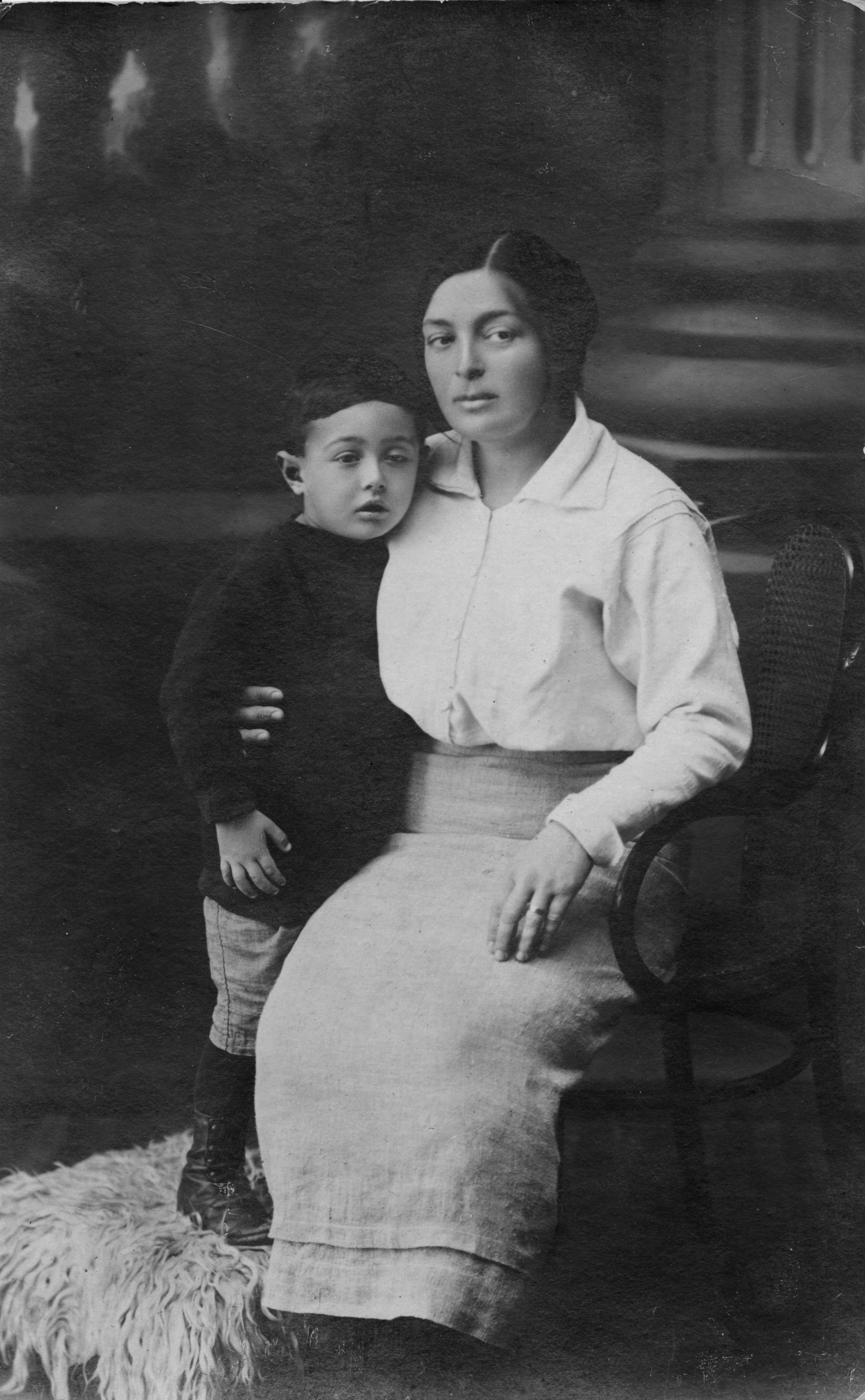
Mit Mutter Devorah

Mosche Dajan wurde am 20. Mai 1915 im Kibbuz Degania Alef, unweit des Sees Genezareth in Galiläa, geboren. Die Region Palästina war zum damaligen Zeitpunkt Teil des Osmanischen Reiches. Seine Eltern, der Schriftsteller und sozialistische Politiker Schmuel Kitaigorodski und seine Frau Devorah waren ukrainische Juden aus Schaschkiw, die ihre Heimat auf Grund des wachsenden Antisemitismus verlassen hatten und im Zuge der Zweiten Alija 1908 eingewandert waren. In Palästina hatten sie mit anderen zionistischen Pionieren den ersten Kibbuz gegründet und den hebräischen Nachnamen „Dajan“ (Richter) angenommen. 1921 zog die Familie nach Nahalal, einer genossenschaftlich organisierten Siedlung (Moschav) in der Jesreelebene. Dort besuchte Dajan die Volks- und Landwirtschaftsschule. Neben Hebräisch sprach er Arabisch und Englisch. Er hatte eine jüngere Schwester Aviva (Mutter von Yehonatan Geffen) und einen Bruder Sohar.
Nach dem Ersten Weltkrieg stand Palästina unter britischer Mandatsverwaltung. Mit 14 Jahren trat Dajan in die paramilitärische Untergrundorganisation Hagana (hebräisch „Verteidigung“) ein, deren Aufgabe zunächst im Schutz jüdischer Siedlungen des Jischuv vor arabischen Übergriffen bestand.
Mosche Dajan heiratete 1935 Ruth Dajan, geborene Schwartz. Sie zog zu ihrem Mann nach Nahalal. Dort wurden drei Kinder geboren, die spätere Parlamentarierin Jael Dajan, der Schriftsteller Ehud Dajan und der 2014 verstorbene Schauspieler und Filmregisseur Assi Dajan (1945–2014). Ruth Dajan war die Schwester von Reuma, der Frau des späteren Luftwaffengenerals und israelischen Staatspräsidenten Ezer Weizman.

### Militärische Karriere

#### Arabischer Aufstand 1936–1939

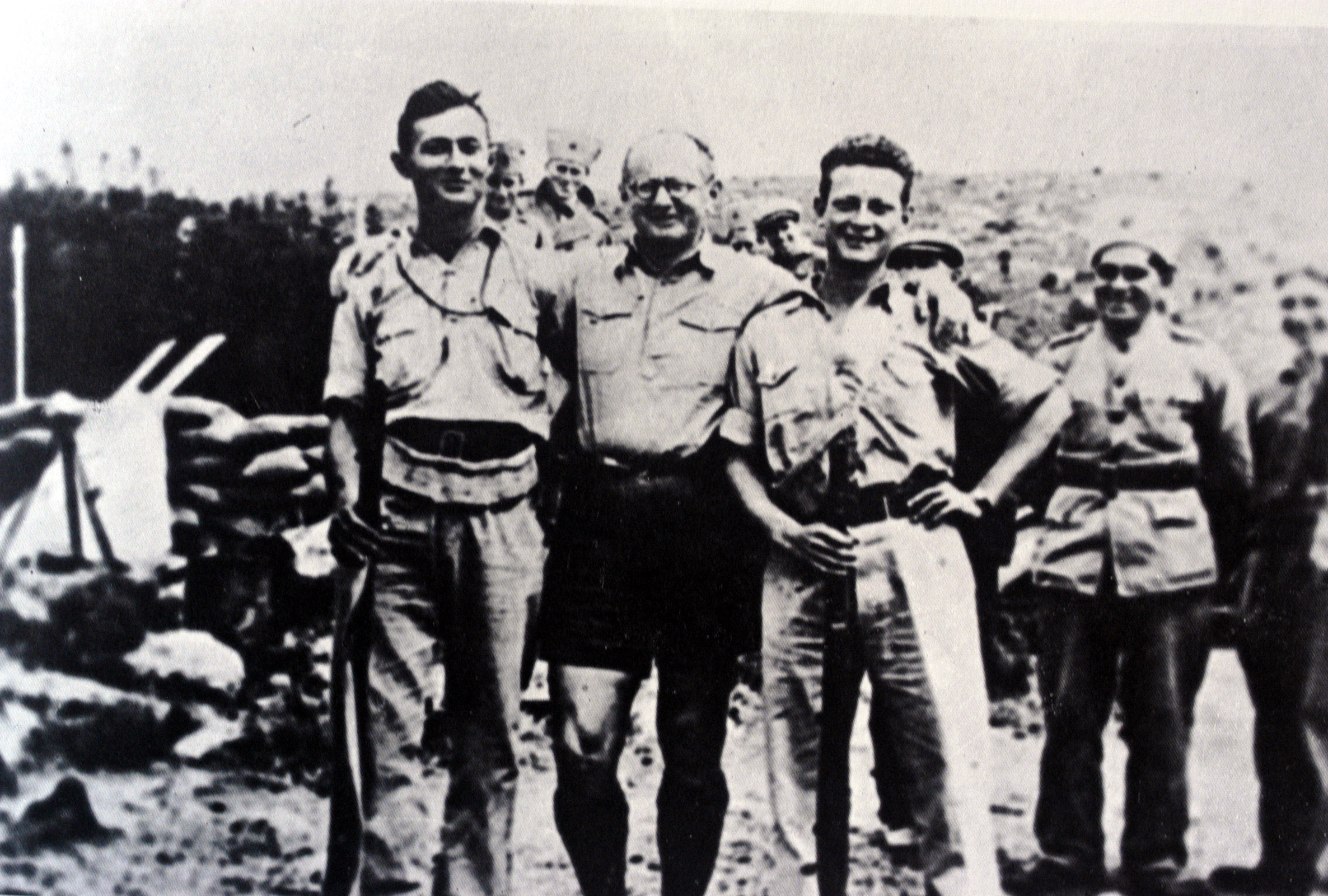
Dajan (links) mit Sadeh und Allon in Chanita, 1938

Von der Hagana wurde er zu Beginn des Arabischen Aufstandes innerhalb der Jewish Settlement Police den britischen Streitkräften als Scout zur Verfügung gestellt. Er absolvierte 1937 ein britisches Ausbildungsprogramm zum Sergeant und wurde ein Anhänger von Jitzchak Sadeh. 1938 befehligte er mit Jigal Allon unter Sadeh die Sicherung der vorgeschobenen Turm-und-Palisaden-Siedlung Chanita. Im gleichen Jahr nahm er häufiger an Unternehmungen von Orde Wingate mit den Special Night Squads teil, ohne offiziell zu dieser Einheit zu gehören.
1939 war er mit Allon Instruktor bei einem heimlichen Offizierskurs für Hagana-Offiziere, bei dem auch Waffen vorhanden waren. Der illegale Waffenbesitz war nach den Ausnahmegesetzen mit der Todesstrafe zu ahnden und wurde entdeckt. Dajan und 42 weitere Offiziere wurden zu zehn Jahren Gefängnis verurteilt und wenig später zu fünf Jahren begnadigt. Nach eineinhalb Jahren im Central Prison of Acre in Akko wurden die inhaftierten Offiziere vorzeitig entlassen, da die britische Mandatsmacht jüdische Unterstützung gegen die Achsenmächte suchte. Dajan und Allon schlossen sich der neu gegründeten Palmach unter Sadeh an.

#### Zweiter Weltkrieg
Im Zweiten Weltkrieg kämpfte Dajan im Palmach, der Eliteeinheit der Hagana, die aufseiten der Alliierten am Krieg teilnahm. Im Juni 1941 kommandierte er eine Palmach-Einheit unter dem Befehl der 7. australischen Infanterie-Division. Die Alliierten rückten im Rahmen des Syrisch-Libanesischen Feldzuges zusammen mit von General Charles de Gaulle aufgestellten Forces françaises libres von Palästina aus in den vom Vichy-Regime besetzten Libanon ein, der dadurch zum ersten Stützpunkt des „Freien Frankreichs“ am Mittelmeer wurde und 1943 noch vor Israel der erste unabhängige demokratische Staat im Nahen Osten und Gründungsmitglied der Vereinten Nationen werden sollte. Während dieser Operation verlor Dajan sein linkes Auge (8. Juni 1941). Eine Kugel traf das Fernglas, das er gerade benutzte; Glas- und Metallsplitter verwundeten dabei sein Auge, das trotz späterer Behandlung nicht gerettet werden konnte. Auch das Tragen eines Glasauges konnte wegen der erheblichen Verletzung der Augenmuskeln nicht ermöglicht werden. Die leere Augenhöhle bedeckte er später stets mit einer schwarzen Augenklappe, die zu seinem bekanntesten Merkmal wurde. Auf die Empfehlung eines australischen Offiziers erhielt er den Orden „Distinguished Service Order“, eine der höchsten Auszeichnungen des Britischen Empires.

#### Israelischer Unabhängigkeitskrieg und Sinaifeldzug
Nach der Gründung des Staates Israel kämpfte Dajan auf verschiedenen wichtigen Positionen im Israelischen Unabhängigkeitskrieg. Zuerst war er der Kommandeur über die Verteidigungsbemühungen im Jordantal, später wurde ihm das Kommando über verschiedene Militäreinheiten an der zentralen Front übergeben. Im Januar 1949 übernahm er die Leitung der israelischen Delegation bei den Waffenstillstandsverhandlungen mit Ägypten auf Rhodos.
Nachdem er in England einen Generalstabslehrgang absolviert hatte, wurde Dajan im Jahr 1953 Generalstabschef und Oberkommandierender der Israelischen Verteidigungsstreitkräfte im Rang eines Rav-Aluf (bis 1958). In dieser Funktion befehligte er den israelischen Sinaifeldzug gegen Ägypten von Oktober bis November 1956. Dajan beurteilte die Palästinenser nüchtern. Er war fähig, die Beweggründe des militärischen Gegners durchaus zu verstehen. So sagte er im April 1956 an der Beerdigung eines ermordeten Bewohners des Kibbuz Nahal Oz: „Verurteilen wir nicht die Mörder. Warum sollten wir ihnen ihren brennenden Hass auf uns zum Vorwurf machen? Seit acht Jahren hausen sie in den Flüchtlingslagern von Gaza, und wir haben unter ihren Augen das Land und die Dörfer, in denen sie und ihre Vorväter gewohnt haben, in unser Eigentum verwandelt.“

### Politische Karriere

#### Beginn der Karriere als Politiker

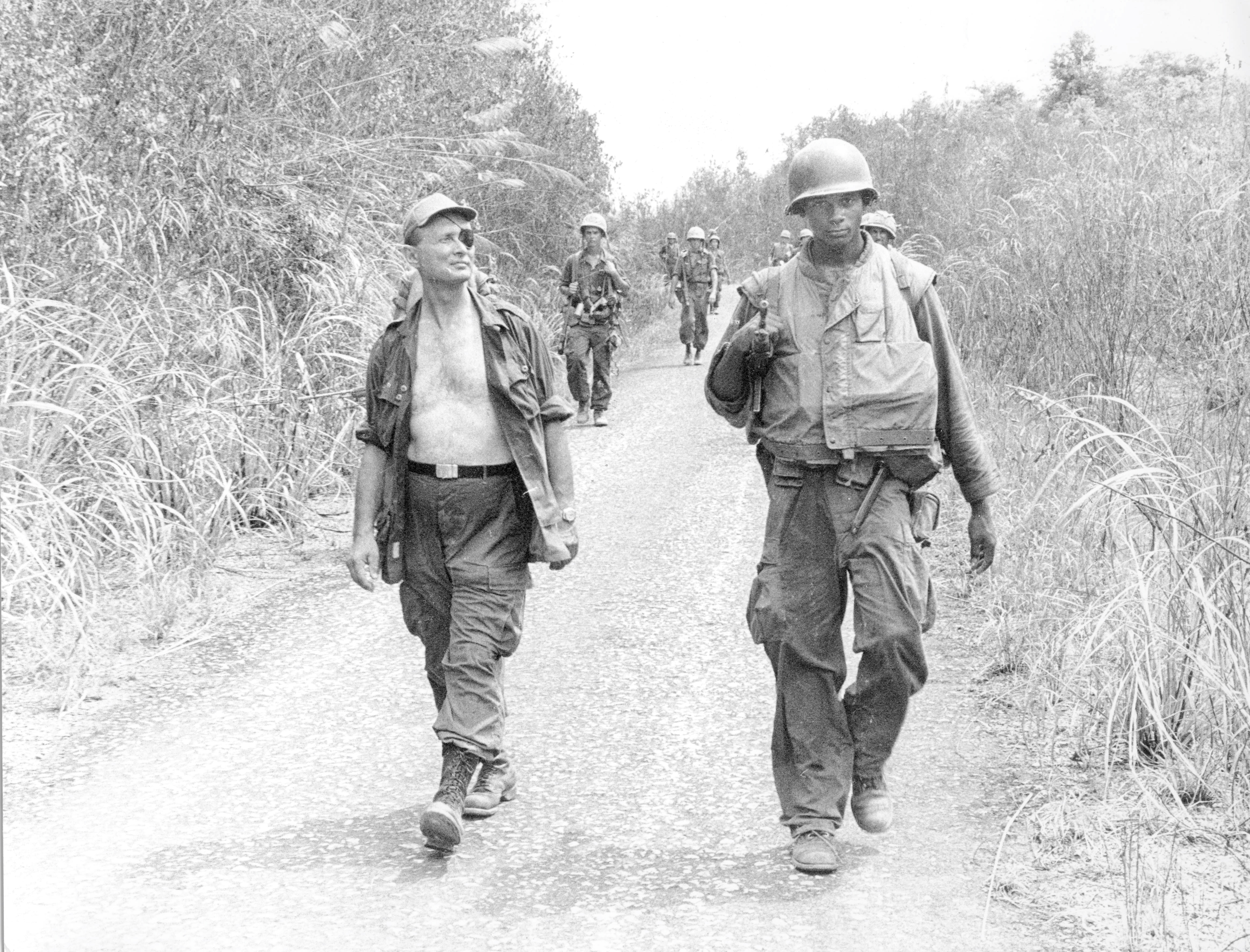
Im August 1966 war Dajan mit US-Truppen im Vietnamkrieg unterwegs.

Ein Jahr nach seinem Ausscheiden aus der Armee wurde er 1959 Mitglied der sozialdemokratischen Mapai, die zu dieser Zeit vom ersten Ministerpräsidenten Israels, David Ben-Gurion, geführt wurde. Von 1959 bis 1964 war Dajan Landwirtschaftsminister. Dieses Amt behielt er auch nach dem Rücktritt Ben-Gurions (1963) im Kabinett von dessen Nachfolger Levi Eschkol, eines politischen Gegners innerhalb der eigenen Partei. Dajan stand in enger Verbindung mit Ben-Gurion und war zusammen mit Schimon Peres und anderen der „Jungen“ einer seiner wichtigsten Unterstützer. Dies gilt insbesondere für die Periode, als Ben-Gurion 1965 die Mapai verließ und die Partei Rafi gründete. Als Kriegsberichterstatter hielt sich Dajan 1966/67 in Vietnam auf. Nach seiner Rückkehr äußerte er: „Die Amerikaner gewinnen hier alles – außer den Krieg.“

#### Verteidigungsminister im Sechstagekrieg
Im Zuge der Spannungen im Mai 1967 zwischen Israel und den arabischen Staaten ernannte Eschkol auf massiven Druck der Bevölkerung hin am 1. Juni 1967 Dajan zum Verteidigungsminister. Eschkol hatte diesen Posten, obwohl er niemals in der Armee gedient hatte, vorher selbst innegehabt. Vier Tage nach Dajans Amtsantritt begannen die israelischen Luftstreitkräfte mit einem Präventivschlag gegen ägyptische Militärflugplätze den Sechstagekrieg, der mit einem Sieg Israels endete. Obwohl er nicht an den militärischen Verteidigungsmaßnahmen vor dem Sechstagekrieg beteiligt gewesen war (dies fiel in den Verantwortungsbereich Ezer Weizmanns und Jitzchak Rabins), wurde ihm wegen seines charismatischen Auftretens, das die Soldaten an der Front motivierte, und wegen seiner kurzfristigen Veränderungen an dem Plan eine wichtige Rolle zugeschrieben. Durch diese Verdienste erwarb sich Dajan ein hohes Ansehen in Israel und einen großen Bekanntheitsgrad in der Welt.
Infolge der Fusion von Mapai und Rafi wurde Dajan 1968 Mitglied der Arbeitspartei Awoda.

#### Jom-Kippur-Krieg

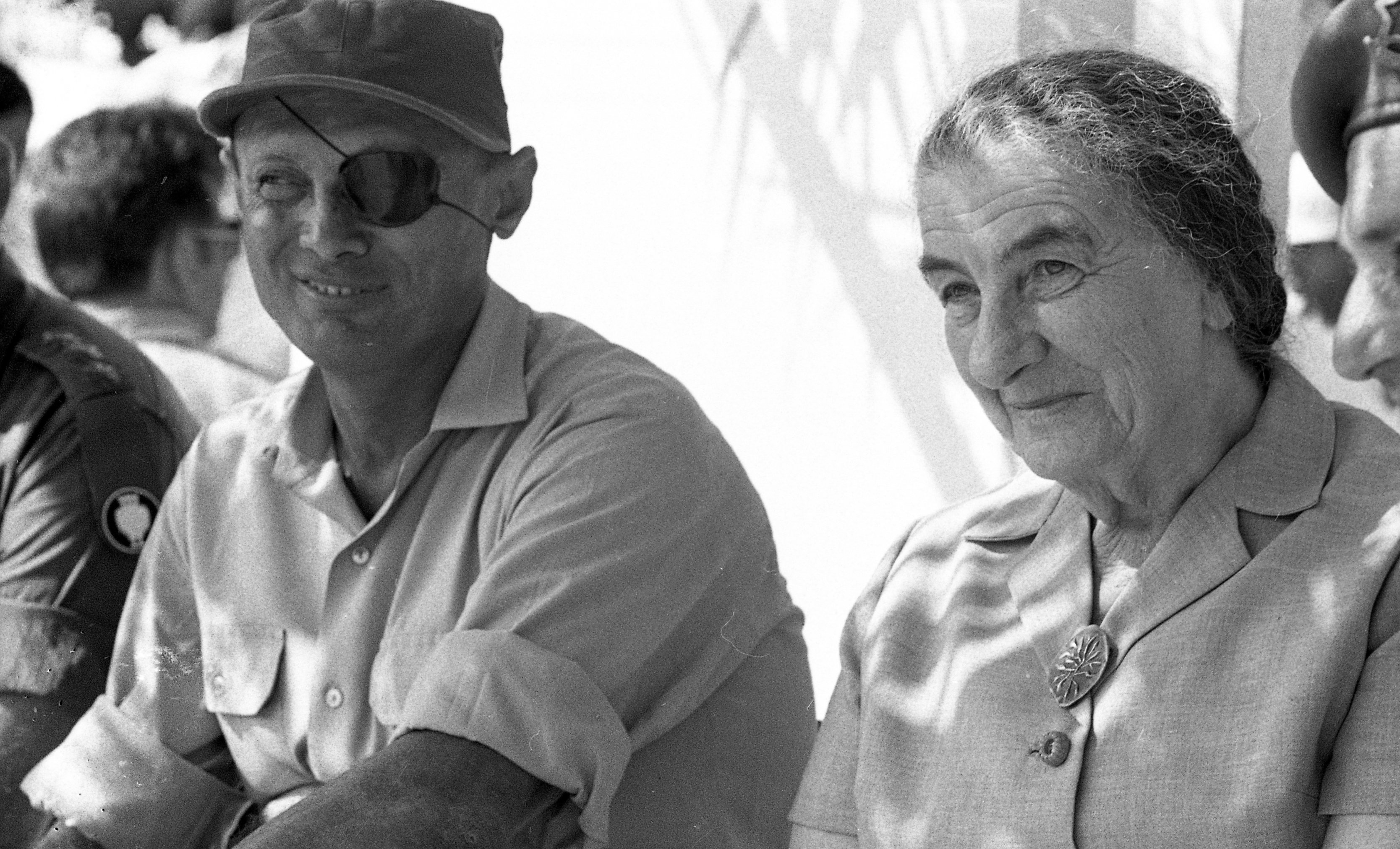
Mosche Dajan mit Golda Meïr im Juli 1969.

Dajan blieb ab 1969 auch unter Eschkols Nachfolgerin Golda Meïr Verteidigungsminister. Wegen des beinahe verlorenen Jom-Kippur-Krieges im Oktober 1973 musste er sein Amt aber 1974 aufgeben. Der „Held des Sechstagekrieges“ trug einen Großteil der Verantwortung dafür, dass die israelische Führung die Zeichen des aufziehenden Krieges im Vorfeld nicht erkannt oder ignoriert hatte. So stimmte Dajan im Herbst 1973 dafür, nicht komplett zu mobilisieren und auch keinen Präventiv-Schlag gegen die ägyptische und syrische Armee zu führen, denn er nahm angesichts der Erfahrungen von 1967 an, Israel würde einen Krieg auch dann mit Leichtigkeit gewinnen, wenn die Araber bereits angegriffen hätten. Er wollte damit vor allem verhindern, dass Israel, das sechs Jahre zuvor den Krieg begonnen hatte, als Aggressor vor der Weltöffentlichkeit dastünde.
Nach den schweren Niederlagen der Israelis in den ersten zwei Tagen des Krieges änderte Dajan seine Meinung radikal, verlor zwischenzeitlich die Fassung und war nahe daran, bei einer Pressekonferenz den „Untergang des dritten Tempels“ zu erklären, doch er wurde zu seinem Glück von Meir daran gehindert. Im Laufe der Kampfhandlungen konnte er seine Selbstkontrolle und auch die Weisungsgewalt über die israelischen Truppen zurückgewinnen, denen es schließlich gelang, das Blatt zu wenden und die arabischen Angriffe abzuwehren. Obwohl der Bericht der Agranat-Kommission die Hauptverantwortung für die Krise nicht bei den politischen Führern sah, zu denen Dajan zu rechnen ist, führten öffentliche Proteste schließlich zu seinem und Meirs Rücktritt.

#### Außenminister im Likud-Kabinett Begins und Parteigründer von Telem

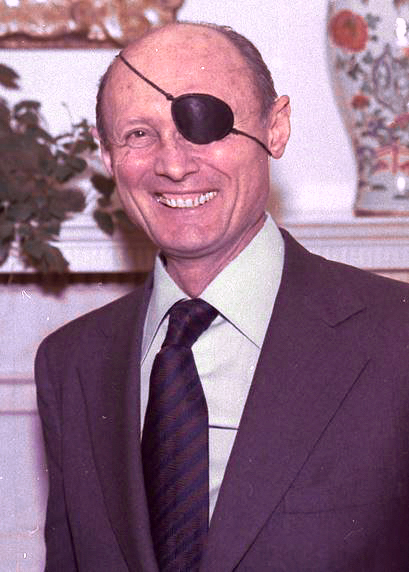
Außenminister Dajan in den USA (1978)

Die Arbeitspartei, die Israel seit seiner Gründung regiert hatte und für 15 Jahre Dajans politische Heimat gewesen war, verlor 1977 erstmals die Wahl und der konservative Likud-Block unter Menachem Begin übernahm die Regierung. Begin bot Dajan das Amt des Außenministers an, was dieser annahm und dafür aus seiner Partei ausgeschlossen wurde. In diesem Amt hatte Dajan ab dem Treffen mit Hassan al-Touhami, dem ägyptischen Vize-Premier bei einem Aufenthalt in Marokko im September 1977, eine wichtige Funktion bei der Ausarbeitung des Friedensabkommens mit Ägypten von 1979 (Camp David I). Im Oktober 1979 trat Dajan wegen Uneinigkeit über die Behandlung der besetzten Palästinensergebiete als Außenminister zurück. Ministerpräsident Begin hatte diese als innenpolitische Angelegenheiten eingeordnet und den Außenminister Dajan von diesbezüglichen Gesprächen ausgeschlossen.
Im Jahre 1981 gründete Dajan zusammen mit zwei abtrünnigen Likud-Abgeordneten (Jigal Hurwitz und Zalman Shoval) die Partei Telem, die eine einseitige Trennung Israels vom Westjordanland und dem Gazastreifen befürwortete. Die Partei erreichte bei den Wahlen vom 30. Juni 1981 zwei Sitze in der zehnten Knesset.

### Krankheit und Tod

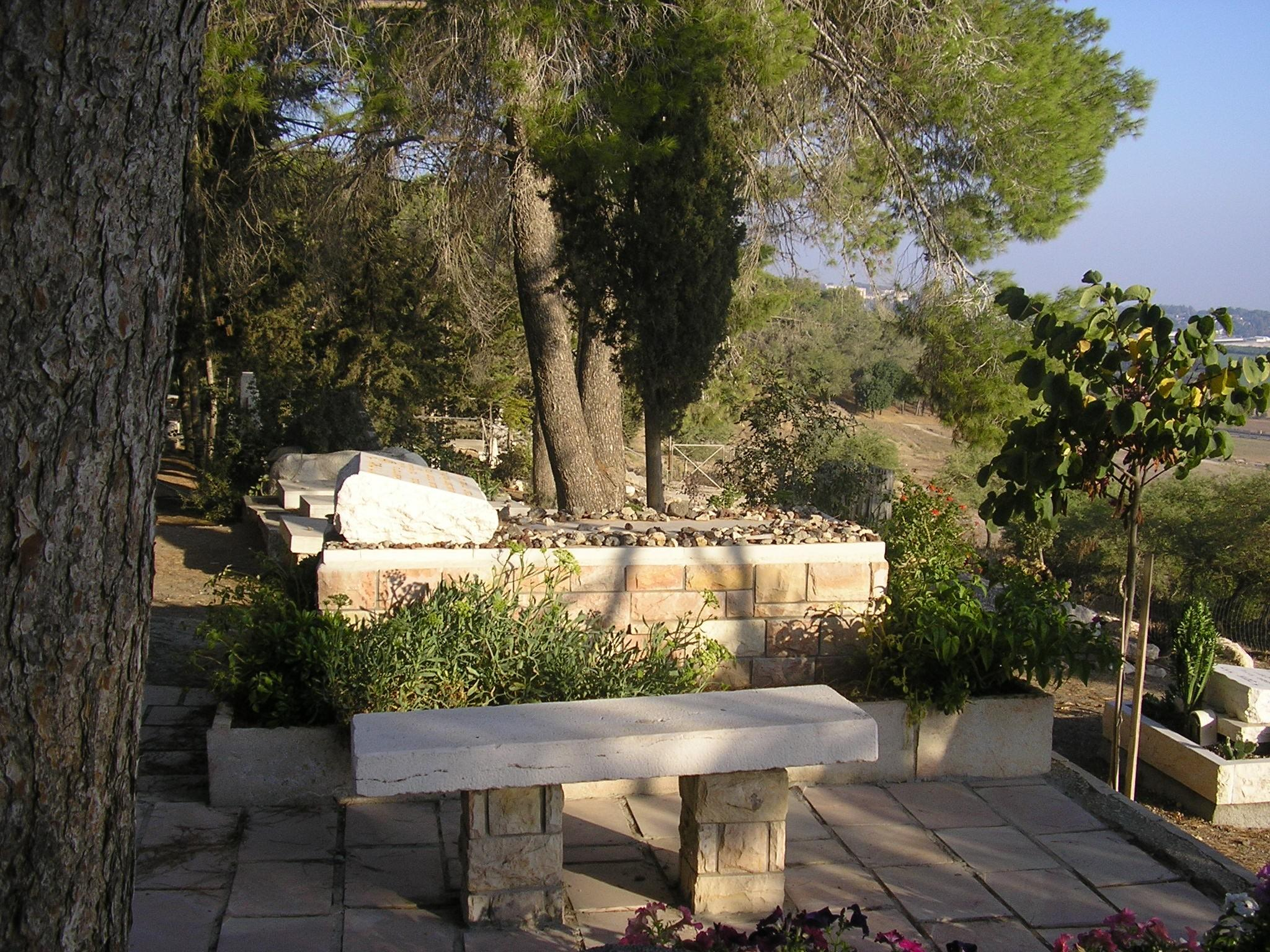
Dajans Grab auf dem Friedhof Nahalal

Im Juni 1979 wurde Dajan wegen eines Kolorektalen Karzinoms operiert. Er starb am 16. Oktober 1981 an den Folgen dieses Krebsleidens und wurde im Moschaw Nahalal beerdigt.

## Persönlichkeit
Dajan war eine komplizierte und widersprüchliche Persönlichkeit, die auch heute noch umstritten ist. Er hatte wenige enge Freunde, seine geistige Brillanz und sein Charisma waren oft mit Zynismus und einem Mangel an Taktgefühl gepaart. Ariel Scharon, der ihm oft Wankelmut und Apathie unterstellte, schrieb über Dajan:
„Er wachte [jeden Morgen] mit hundert Ideen auf. 95 von ihnen waren gefährlich, 3 weitere waren schlecht, die letzten beiden jedoch waren brillant.“
Einer seiner Söhne, der Romanautor Ehud Dajan, den Mosche Dajan enterbt hatte, schrieb Monate nach Dajans Tod ein kritisches Buch über seinen Vater, verspottete seine militärischen, schriftstellerischen und politischen Fähigkeiten, nannte ihn einen Schürzenjäger und beschuldigte ihn der Gier. In seinem Buch beschuldigte Ehud Dajan seinen Vater, sogar mit seinem Kampf gegen den Krebs Geld verdient zu haben. Er beklagte auch, das Kaddisch für seinen Vater „dreimal zu oft für einen Mann rezitiert zu haben, der nicht einmal die Hälfte der Zehn Gebote befolgt hat“.
Dajan vereinte die säkulare Identität eines Kibbuzniks mit einer toleranten Wertschätzung der Hebräischen Bibel und viel Pragmatismus. So befürwortete er einerseits nach dem Sechstagekrieg, einem Waqf (einer nach muslimischem Recht begründeten Stiftung) den Tempelberg anzuvertrauen, andererseits betonte er in seinen Schriften das jüdische Erbe in „Eretz Israel“ und die Bedeutung der biblischen Geschichten in seinem Leben. Er verfasste einige Bücher und war als Amateur-Archäologe bekannt. Er geriet mehrmals mit dem Gesetz in Konflikt, weil er mit Unterstützung seiner Soldaten illegale Grabungen ausführte. Seine archäologische Sammlung wurde nach seinem Tod an den Staat verkauft.
Seine Tochter Jael Dajan (1939–2024) war Schriftstellerin, Friedensaktivistin bei Schalom Achschaw („Frieden jetzt“) und folgte dem Vater in die Politik nach. Sie war Awoda-Abgeordnete in der Knesset, später für die linksliberale Meretz im Stadtrat von Tel Aviv und stellvertretende Bürgermeisterin.

## Auszeichnungen
- Mitglied der Ehrenlegion, Verleihung am 8. August 1954 in Paris, begründet mit seinen Aktionen gegen Vichy-Soldaten[12]

## Zitate
- „Während der letzten 100 Jahre befand sich unser Volk in einem Prozess, das Land aufzubauen, die Nation aufzubauen, zu expandieren und weitere Juden herzuholen und weitere Siedlungen zu bauen, um die Grenzen hier auszuweiten. Kein Jude soll sagen, dass dieser Prozess abgeschlossen sei. Kein Jude soll sagen, dass wir am Ende der Straße angelangt sind.“ (During the last 100 years our people have been in a process of building up the country and the nation, of expansion, of getting additional Jews and additional settlements in order to expand the borders here. Let no Jew say that the process has ended. Let no Jew say that we are near the end of the road.)[13]
- „Es gibt kein Palästina mehr. Erledigt…“ (There is no more Palestine. Finished . . .).[14]
- „Alles, was man braucht, ist ein (libanesischer) Offizier. Ein Hauptmann würde genügen, man muss ihn nur für uns gewinnen oder ihn mit Geld kaufen, um ihn dazu zu bringen, sich als Retter der maronitisch-christlichen Bevölkerung auszurufen. Dann marschiert die israelische Armee in den Libanon ein, besetzt die nötigen Gebiete, setzt ein christliches Regime ein, das sich mit Israel verbündet. Die Gebiete südlich des Litani-Flusses werden von Israel annektiert, und alles übrige wird sich in unserem Sinn ergeben.“[15]
- „Wenn du Frieden willst, redest du nicht mit deinen Freunden. Du redest mit deinen Feinden.“

## Werke
- Die Mission meines Lebens. Bericht über die ägyptisch-israelischen Friedensverhandlungen 1977–1979. Bertelsmann, München 1981, ISBN 3-570-01373-1.
- Die Geschichte meines Lebens. Molden-Verlag, Wien/München 1978, ISBN 3-217-00834-0.
- Leben mit der hebräischen Bibel, 1978 (hebräisch)[1]
  - Leben mit der Bibel. Archäologie im Heiligen Land. (aus dem Englischen übersetzt von Götz Pommer). Molden-Verlag, Wien 1981, ISBN 3-217-01218-6.